# Ицхак Шамир
Ицхак Шамир (на иврит: יִצְחָק שָׁמִיר, 15 октомври 1915 г. – 30 юни 2012 г.) е седмият министър-председател на Израел, политик от партията Ликуд.
Той е роден на 15 октомври 1915 година в градчето Ружани в Руската империя, което малко по-късно остава в границите на Полша, а днес е в Беларус. През 1935 година Шамир емигрира в Палестина, където се присъединява към паравоенната организация Иргун, а от 1943 година е един от ръководителите на нейното радикално крило Лехи. През 1955 – 1965 година работи за израелското разузнаване Мосад. В края на 60-те години започва политическата си кариера и става председател на Кнесета (1977 – 1980), министър на външните работи (1980 – 1983) и министър-председател (1983 – 1984 и 1986 – 1992).